# Arlington (Tennessee)
Arlington és un poble dels Estats Units a l'estat de Tennessee. Segons el cens del 2010 tenia 11.517 habitants.

## Demografia
Segons el cens del 2000, Arlington tenia 2.569 habitants, 794 habitatges, i 669 famílies. La densitat de població era de 48,6 habitants/km².
Dels 794 habitatges en un 42,8% hi vivien nens de menys de 18 anys, en un 67,1% hi vivien parelles casades, en un 13,5% dones solteres, i en un 15,7% no eren unitats familiars. En el 12,2% dels habitatges hi vivien persones soles el 5,7% de les quals corresponia a persones de 65 anys o més que vivien soles. El nombre mitjà de persones vivint en cada habitatge era de 2,88 i el nombre mitjà de persones que vivien en cada família era de 3,15.
Per edats la població es repartia de la següent manera: un 26,1% tenia menys de 18 anys, un 5,8% entre 18 i 24, un 37,6% entre 25 i 44, un 22,6% de 45 a 60 i un 8% 65 anys o més.
L'edat mediana era de 36 anys. Per cada 100 dones de 18 o més anys hi havia 92,8 homes.
La renda mediana per habitatge era de 52.870$ i la renda mediana per família de 55.602$. Els homes tenien una renda mediana de 38.438$ mentre que les dones 29.138$. La renda per capita de la població era de 19.569$. Entorn del 3,1% de les famílies i l'11,3% de la població estaven per davall del llindar de pobresa.

## Poblacions més properes
El següent diagrama mostra les poblacions més properes.